# Mount Wellington Association Football Club
Le Mount Wellington Association Football Club est un club néo-zélandais de football basé à Auckland. Il disparaît en 2000 à la suite de la fusion avec l'Auckland University Association Football Club pour former l'University-Mount Wellington Association Football Club

## Palmarès
- Coupe des champions d'Océanie
  - Finaliste : 1987

- Championnat de Nouvelle-Zélande (6)
  - Champion : 1972, 1974, 1979, 1980, 1982 et 1986
  - Vice-champion : 1971, 1973, 1976, 1978, 1988 et 1990

- Coupe de Nouvelle-Zélande (5)
  - Vainqueur : 1973, 1980, 1982, 1983 et 1990
  - Finaliste : 1972, 1977, 1979, 1981 et 1996